# Premis Llanterna Digital
Els Premis Llanterna Digital són una iniciativa de la Coordinadora de Serveis Lingüístics de Lleida, que està integrada per representants del Departament de Cultura; del Consorci per a la Normalització Lingüística, CNL de Lleida; dels serveis territorials d'Ensenyament, de Salut i de Justícia de la Generalitat de Catalunya; del Servei Lingüístic de la Universitat de Lleida; de l'Escola Oficial d'Idiomes de Lleida, i del Servei Lingüístic de Comissions Obreres.